# Ney-Anki Fluctus
Il Ney-Anki Fluctus è una struttura geologica della superficie di Venere.